# Bình bối mẫu
Fritillaria ussuriensis là một loài thực vật có hoa trong họ Liliaceae. Loài này được Maxim. miêu tả khoa học đầu tiên năm 1871.